# Mel da Serra de Monchique
O Mel da Serra de Monchique DOP é um produto de origem portuguesa com Denominação de Origem Protegida pela União Europeia (UE) desde 21 de junho de 1996.

## Agrupamento gestor
O agrupamento gestor da denominação de origem protegida "Mel da Serra de Monchique" é a APIGARBE - Associação dos apicultores do Barlavento Algarvio.